# Molophilus gilvus
Molophilus gilvus är en tvåvingeart som beskrevs av Alexander 1927. Molophilus gilvus ingår i släktet Molophilus och familjen småharkrankar. Inga underarter finns listade i Catalogue of Life.